# يوجين س. باركر
يوجين س. باركر (بالإنجليزية: Eugene C. Barker)‏ هو مؤرخ ومؤلف أمريكي، ولد في 10 نوفمبر 1874 في ريفرسايد في الولايات المتحدة، وتوفي في 22 أكتوبر 1956 في أوستن في الولايات المتحدة.